# Rebelion.org
 (mai 2023).
Rebelión est un site d'actualité numérique en langue espagnole, média alternatif qui réunit contenus politiques, sociaux et culturels liés aux mouvements de gauche au niveau international.  

## Organisation
Rebelión apparaît en 1996, développé en Espagne par un collectif de journalistes sans but lucratif qui proposèrent un autre modèle de communication indépendant des médias de masse et des conditions du marché.

## Accusation de désinformation
Lors d'une étude de News Insight publiée le 8 mars 2024, le site Web en espagnol est analysé comme un site « avec des opinions communistes, anti-américaines et pro-russes, diabolisant l’Occident, l’OTAN et l’UE. Il répète les mensonges de Moscou sur les néo-nazis en Ukraine et la démilitarisation comme cible d'une « opération militaire spéciale » annoncée par le dictateur Poutine. Il blâme l'OTAN et l'Occident pour la guerre déclenchée par Poutine. Il diffuse de la désinformation contre le gouvernement ukrainien, accuse l’UE de ralentir la paix en Ukraine, sans condamner l’invasion russe. ».

## Polémique
En juin 2008, l'URL du site fut incluse dans une liste noire de spam de Wikipedia en espagnol, un fait relayé par différents médias de communication.